# Saiã
Saiã (Sayyan) é uma cidade do Iêmen. Se localiza na província de Saná, próximo da capital.